# Кемпа-Польська
Кемпа-Польська (пол. Kępa Polska) — село в Польщі, у гміні Бодзанув Плоцького повіту Мазовецького воєводства.
Населення — 158 осіб (2011).
У 1975-1998 роках село належало до Плоцького воєводства.

## Демографія
Демографічна структура станом на 31 березня 2011 року:
|          | Загалом | Допрацездатний вік | Працездатний вік | Постпрацездатний вік |
| -------- | ------- | ------------------ | ---------------- | -------------------- |
| Чоловіки | 73      | 11                 | 52               | 10                   |
| Жінки    | 85      | 11                 | 53               | 21                   |
| Разом    | 158     | 22                 | 105              | 31                   |